# Edice Mozková mrtvice
Samizdatovou Edici Mozková mrtvice založil v Praze Ivan Lamper (od 5. svazku – vydaného roku 1984 – vystupoval pod editorským a redaktorským pseudonymem Horna Pigment, grafiky někdy podepisoval Laureatus-Fidelius). Provazovala starší generaci undergroundu s tou mladší, na jejíž tvorbu byla zaměřená Edice Pro více Viktora Karlíka. Ironií v názvu a zčásti rozverně recesistickým laděním svého vydavatelského konání se Lamper vymezoval nejen vůči upjatosti oficiální literatury, jež prošla sítem ideologické cenzury, ale i vůči dříve zavedeným neoficiálním vydavatelstvím jako Česká expedice (Jaromíra Hořce), Edice Expedice (Václava Havla), Edice Petlice (Ludvíka Vaculíka), Popelnice (Jiřího Gruntoráda) a mnohé další. Současně dbal (podobně jako Viktor Karlík u Edice Pro více, jež s Mozkovou mrtvicí v roce 1986 fúzovala) na grafickou a typografickou stránku vydávaného díla, která se pouštěla i do experimentálních poloh. V některých svazcích najdeme v tiráži označení Synové Velké Medvědice (též S.V.M. nebo SVM) či mystifikační označení neexistujících edičních řad Je mi dobře velice, Klasická řada, Soudobá česká próza a další.
Z průměrného strojopisného nákladu, jenž se pohyboval mezi 11 a 14 výtisky převážně formátu A5 se vymyká hra Pokoušení od Václava Havla, která byla rozmnožena cyklostylem přibližně ve 150 kopiích. Knížky bývaly vesměs doplněny fotografií autora, případně dalšími fotografiemi. Na obálkách se příležitostně vyskytuje grafika Ivana Lampera či reprodukce obrazu Viktora Karlíka (Medorek), ten doprovodil linoryty i Pokoušení.
Bezpečně lze určit, že zde vyšlo 15 svazků, pravděpodobně jich ale bylo víc. K zásadním patří vůbec první souborné Dílo Ivana Jirouse. Silnou odezvu vyvolaly zvláště Magorovy labutí písně (původně Magorova labutí píseň) či Medorek, jehož autor Petr Placák zde zůstal anonymní. Významné jsou také čtyři sborníky s názvem CS. UNDERGROUND (1984–85), které předkládá čtenáři výběr autorů starší undergroundové generace (ať už jde o poezii Egona Bondyho, Vratislava Brabence, Věry Jirousové, Milana Knížáka, Petra Lampla, Fandy Pánka, Miroslava Skalického, Josefa Vondrušky, Milana Vopálky a Pavla Zajíčka, o písňové texty Svatopluka Karáska a Karla-Charlieho Soukupa, o texty jiných autorů zhudebněné skupinou The Plastic People of the Universe a dalšími neoficiálně působícími kapelami nebo o eseje Ivana M. Jirouse, Věry Jirousové, Václava Havla, Marie Benetkové).
Mimoto zde byl publikován například výbor z básní Charlese Bukowského Připoutejte se, básnická sbírka Jáchyma Topola (coby Jindry Tmy) Náhodnejch 23 nebo novela Ladislava Klímy Utrpení knížete Sternenhocha.
Propojením Mozkové mrtvice s Edicí Pro více se následně zrodila Edice Revolver Revue, která (počínaje prosincem 1989) vychází oficiálně, přičemž Ivan Lamper i Viktor Karlík patřili k zakladatelům Revolver Revue.